# Internet-Band
Eine Internet-Band, oder auch Online-Band, ist eine Musikgruppe, deren Mitglieder primär über das Internet miteinander kommunizieren und zusammenarbeiten. Meist wird dabei ein Content-Management-System und eine Digital Audio Workstation verwendet. Ab und zu wird die Arbeit unter der Creative-Commons-Lizenz veröffentlicht, sodass auch andere Musiker mit den Stücken arbeiten können.

## Geschichte

### Cathedral
Im März 1996 begannen Nora Farrell und der Komponist William Duckworth mit der Entwicklung von Cathedral, einer der ersten interaktiven Seiten für musikalische und künstlerische Arbeiten im World Wide Web. Ihr Ziel war es, eine Website mit webbasierten Musikinstrumenten aufzubauen, sodass jeder in der Lage war, ein Instrument zu spielen. Im Jahr 1997 ging diese Seite ans Netz. Die erste Version erlaubte das Streamen von Audio, Video, Animationen, Bilder und Texten.
Laut der Entwickler von Cathedral sollte die Seite folgende Ziele erfüllen:
- der Aufbau einer einfallsreichen, immer fortwährenden künstlerischen Erfahrung, die eine Gemeinschaft aufbaut,
- das Verwischen einer Unterscheidung, die Komponisten, Künstler und Zuhörerschaft trennt,
- das Angebot für jeden Zuhörer, selbst ein eigenes musikalisches Stück zu entwerfen,

Im Jahr 2003 bestand Cathedral aus folgenden drei Angeboten:
- einer Website, die eine Vielzahl an musikalischen und künstlerische Werke beinhaltet,
- virtuellen Instrumenten, die es jedem ermöglichen soll, eigene Musik zu kreieren,
- einer Internet-Band, die regelmäßig auf Cathedral auftritt und die Besucher der Website animiert, gemeinsam im Internet Musik zu machen.[2]

### Gegenwärtige Situation
Die technischen und sozialen Veränderungen durch die Sozialen Netzwerke im Internet haben sich auch auf die Musikindustrie ausgewirkt. Nutzer benutzen Seiten wie iTunes, YouTube und Myspace, um Musik auszutauschen sowie zur Kommunikation untereinander. Bands und Musiklabels nutzen Websites und teilweise Filesharing, um ihre Werke unter die Leute zu bringen. Musiker, die das Internet nutzen, können Bands online ins Leben rufen.
Internet-Bands gewannen Anfang der 2000er an Bekanntheit, als die musikalische Technologie, Filesharing und Software, die die Zusammenarbeit im Internet erleichterten, weit verbreitet waren. Während der Umfang der Zusammenarbeit zwischen Bands variiert, identifiziert sich eine Internet-Band als eine Band, deren Mitglieder zusammen im Internet an Musik arbeiten.
Eine stetig wachsende Anzahl an Websites bieten Internetnutzern die Möglichkeit, online Musikstücke zu komponieren. Sie kombinieren Social Networking mit Music Mixing und Uploading-Technologien miteinander. Die Nutzer entscheiden selbst, an welchen Projekten sie mitwirken möchten und den Umfang, in denen die Mitarbeit erfolgt.

## Vorteile
Einen Vorteil, einer Internet-Band beizutreten, stellt die Möglichkeit der Zusammenarbeit mit anderen Musikern, Toningenieuren, Musikproduzenten usw. aus aller Welt mithilfe des Internets dar. Außerdem stellt der Fakt, dass ein Großteil der Internet-Bands keine Auftritte absolvieren oder in Echtzeit Musik aufnehmen, einen Vorteil für eine Internet-Band dar, da es den Musikern erlaubt, in einem eigenen Tempo an der Musik zu arbeiten.

### Bildung durch die Online-Zusammenarbeit
Die Online-Zusammenarbeit auf solchen Plattformen bietet nicht nur Musikern einen Vorteil, sondern auch Lehrkräften und Schüler profitieren durch das Konzept. Es gibt Plattformen, die eine Alternative zum klassischen Musikunterricht bieten, wobei der Lerneffekt auf einem höheren Level fraglich ist.
Im Jahr 2007 veröffentlichte der Musikologe David G. Hebert zu seiner Zeit als Professor an der Boston University eine Recherche, die die Schlüsselaufgaben des Online-Musiklehrgangs herausstellt:
- Vorurteile gegenüber der Legitimität von Online-Abschlüssen,
- Koordination zwischen der Lehrdistanz und den Musikabteilungen,
- der Druck, maximalen Gewinn zu erzielen auf Kosten der Lernqualität,
- das Management für zusätzliche Musiklehrkräfte,
- das Management des Schülerverhaltens.

## Beispiele für Internet-Bands
- Die erste Internet-Band im eigentlichen Sinne ist die ClipBandits, deren Mitglieder zusammengearbeitet haben, ohne sich jemals getroffen zu haben.[4] ABC World News und Good Morning, America berichtete über die Gruppe. Die Musiker trafen sich erstmals in der Tyra Banks Show und spielten dort ihren allerersten Auftritt.[5]
- Infant Annihilator, eine Death-Metal-Band, deren Instrumentalisten in Kingston upon Hull leben, während ihr Sänger aus Florida stammt. Der ursprüngliche Sänger lebt in Indiana nahm mit den beiden Briten gemeinsam Musik auf, ohne diese vorher getroffen zu haben.[6]
- Shadow of Intent, eine Deathcore-Band. Wurde 2014 als Internet-Band gegründet und spielt inzwischen Live-Konzerte auf internationaler Ebene.[7]
- Slice the Cake, ein multinationales Metal-Musikprojekt, deren Musiker in Australien, Schweden und im Vereinigten Königreich leben. Das Projekt bestand von 2009 bis 2016.